# 귀신죽이기
귀신죽이기(鬼殺し、おにごろし, 영어: Demon Killer, Demon Slayer)는 쇼기의 전법 중 하나이다. 선수의 기습 전법이다.
다이쇼 시대 말기에 대도 박보 장기(大道詰将棋)를 출제했던 노다 게이호(野田圭甫)가 판매한 '가장마(可章馬、かしょうま) 전법'이라는 책의 문구 '이 전법을 사용하면 귀신도 도망간다, 귀신도 쓰러뜨릴 수 있다(この戦法を使えば鬼も逃げ出す、鬼も倒せる)'에서 이 이름이 붙었다고 한다.
갑자기 계가 높이 뛴다는 수순이지만, 빠른 이시다의 변화(왕수 비차를 시작으로 하는 양잡기 목적, 7三지점의 돌파)를 넣었기 때문에 파괴력이 있고, 서민에게 알기 쉽게 한 점에서 원대 쇼기(縁台将棋)에서 유행했다.

## 원시 귀신죽이기
| 9  | 8  | 7  | 6  | 5  | 4  | 3  | 2  | 1  |    |
| 香 | 桂 | 銀 | 金 | 王 | 金 | 銀 | 桂 | 香 | 一 |
|    | 飛 |    |    |    |    |    | 角 |    | 二 |
| 歩 | 歩 | 歩 | 歩 | 歩 | 歩 |    | 歩 | 歩 | 三 |
|    |    |    |    |    |    | 歩 |    |    | 四 |
|    |    |    |    |    |    |    |    |    | 五 |
|    |    | 歩 |    |    |    |    |    |    | 六 |
| 歩 | 歩 | 桂 | 歩 | 歩 | 歩 | 歩 | 歩 | 歩 | 七 |
|    | 角 |    |    |    |    |    | 飛 |    | 八 |
| 香 |    | 銀 | 金 | 玉 | 金 | 銀 | 桂 | 香 | 九 |

| 9  | 8  | 7  | 6  | 5  | 4  | 3  | 2  | 1  |    |
| 香 | 桂 |    | 金 | 王 | 金 | 銀 | 桂 | 香 | 一 |
|    | 飛 |    | 銀 |    |    |    | 角 |    | 二 |
| 歩 |    | 歩 | 歩 | 歩 | 歩 |    | 歩 | 歩 | 三 |
|    | 歩 |    |    |    |    | 歩 |    |    | 四 |
|    |    | 歩 | 桂 |    |    |    |    |    | 五 |
|    |    |    |    |    |    |    |    |    | 六 |
| 歩 | 歩 |    | 歩 | 歩 | 歩 | 歩 | 歩 | 歩 | 七 |
|    | 角 |    |    |    |    |    | 飛 |    | 八 |
| 香 |    | 銀 | 金 | 玉 | 金 | 銀 | 桂 | 香 | 九 |

| 9  | 8  | 7  | 6  | 5  | 4  | 3  | 2  | 1  |    |
| 香 | 桂 |    | 金 | 王 | 金 |    | 桂 | 香 | 一 |
|    | 飛 |    | 銀 |    |    |    | 銀 |    | 二 |
| 歩 |    | 歩 |    | 歩 | 歩 |    | 歩 | 歩 | 三 |
|    | 歩 |    | 歩 |    |    | 歩 |    |    | 四 |
|    |    | 歩 | 桂 | 角 |    |    |    |    | 五 |
|    |    |    |    |    |    |    |    |    | 六 |
| 歩 | 歩 |    | 歩 | 歩 | 歩 | 歩 | 歩 | 歩 | 七 |
|    |    |    |    |    |    |    | 飛 |    | 八 |
| 香 |    | 銀 | 金 | 玉 | 金 | 銀 | 桂 | 香 | 九 |

| 9  | 8  | 7  | 6  | 5  | 4  | 3  | 2  | 1  |    |
| 香 | 桂 |    |    | 王 | 金 |    | 桂 | 香 | 一 |
|    | 飛 |    | 銀 |    |    |    |    |    | 二 |
| 歩 |    | と |    | 歩 | 歩 | 銀 | 歩 | 歩 | 三 |
|    | 歩 |    | 金 |    |    | 歩 |    |    | 四 |
|    |    |    | 桂 |    |    |    |    |    | 五 |
|    |    |    |    |    |    |    |    |    | 六 |
| 歩 | 歩 |    | 歩 | 歩 | 歩 | 歩 | 歩 | 歩 | 七 |
|    |    | 飛 |    |    |    |    |    |    | 八 |
| 香 |    | 銀 | 金 | 玉 | 金 | 銀 | 桂 | 香 | 九 |

▲7六보 △3四보에 ▲7七계로 뛴다(그림 1-1). 이에 대해 후수가 △8四보로 오면 ▲6五계 △6二은 ▲7五보(그림 1-2)로 한다. 이에 손 빼기를 하면 ▲7四보 △동보 ▲2二각성 △동은 ▲5五각에서 비차·은의 양잡기로 하기 위해 △6四보로 대응하지만, ▲2二각성 △동은 ▲5五각으로 진행한다(그림 1-3). 이 뒤, △3三은 ▲6四각 △5二금우 ▲7四보 △6三금 ▲7八비 △6四금 ▲7三보성에서 선수 필승으로 된다(그림 1-4).
후수의 유력한 대책으로는 △6二은에서 △6二금으로 서는 수가 있다. ▲6五계에 대해서 △6四보~△6三금으로 해두면 선수에게 있어서 유력한 수단은 없어진다.
△6二금의 방어가 발견되고 난 뒤 귀신죽이기는 함정수의 기습으로 취급받았고, 쓰이지 않게 되었으나, 드물게 프로의 대국에서도 출현한 적도 있고, 그때 후수는 전부 3수째 ▲7七계에 대해서 4수째 △6二은으로 두고 있다. 여태까지의 선례는 사토 다이고로(佐藤大五郎) 대 나카하라 마코토(中原誠)전, 간키 히로미쓰(神吉宏充) 대 세가와 쇼지(瀬川晶司)전이지만, 사토를 부순 나카하라는 '△6二은(▲7六보 △3四보 ▲7七계의 국면에서 △8四보에 비해서)를 하는 쪽이 이긴다'라고 서술했다.
모리 게이지(森雞二)의 저서에서는 ▲6五계와 날기 전에 ▲7八비로 하고, 이하 △8五보면 ▲6五계에 △6二금으로 해도 ▲7五보 △6四보에 ▲2二각성 △동은 ▲5五각 △6三금이 아닌 ▲7四보로 해 선수가 좋다. 이하 ▲7四보를 △동보에서는 ▲동비 △7三보 ▲6四비 △8八각성 ▲동은 △5五각 ▲6六각 △6四각 ▲1一각성 △3二은에 ▲6六마로 다음의 ▲8四향이 어렵다고 보고 있다. 한편 ▲7四보에 △6五보는 ▲7三보성 △동금에 ▲동비성 △동계 ▲7四보이다.
| 9  | 8  | 7  | 6  | 5  | 4  | 3  | 2  | 1  |    |
| 香 | 桂 | 銀 |    | 王 | 金 | 銀 | 桂 | 香 | 一 |
|    |    | 金 |    | 飛 |    |    | 角 |    | 二 |
| 歩 | 歩 |    |    | 歩 | 歩 |    | 歩 | 歩 | 三 |
|    |    | 歩 |    |    |    | 歩 |    |    | 四 |
|    |    |    | 歩 |    |    |    |    |    | 五 |
|    |    |    |    |    |    |    |    |    | 六 |
| 歩 | 歩 |    | 歩 | 歩 | 歩 | 歩 | 歩 | 歩 | 七 |
|    | 角 | 飛 |    |    |    |    |    |    | 八 |
| 香 |    | 銀 | 金 | 玉 | 金 | 銀 | 桂 | 香 | 九 |

| 9  | 8  | 7  | 6  | 5  | 4  | 3  | 2  | 1  |    |
| 香 | 桂 |    |    |    | 金 |    | 桂 | 香 | 一 |
|    | 銀 | 金 | 飛 |    | 王 |    | 銀 |    | 二 |
| 歩 | 歩 |    |    | 歩 | 歩 |    | 歩 | 歩 | 三 |
|    |    | 歩 |    |    |    | 歩 |    |    | 四 |
|    |    |    | 歩 | 角 |    |    |    |    | 五 |
|    |    |    |    |    |    |    |    |    | 六 |
| 歩 | 歩 |    | 歩 | 歩 | 歩 | 歩 | 歩 | 歩 | 七 |
|    |    | 飛 |    | 金 |    | 玉 |    |    | 八 |
| 香 |    | 銀 |    |    | 金 | 銀 | 桂 | 香 | 九 |

| 9  | 8  | 7  | 6  | 5  | 4  | 3  | 2  | 1  |    |
| 香 |    |    |    |    | 金 | 王 | 桂 | 香 | 一 |
|    | 飛 |    |    |    |    |    | 銀 |    | 二 |
| 歩 | 歩 | 龍 |    | 歩 | 歩 |    | 歩 | 歩 | 三 |
|    |    |    |    |    |    | 歩 |    |    | 四 |
|    |    |    | 歩 |    |    |    |    |    | 五 |
|    |    |    |    |    |    |    |    |    | 六 |
| 歩 | 歩 |    | 歩 | 歩 | 歩 | 歩 | 歩 | 歩 | 七 |
|    |    |    |    | 金 |    | 玉 |    |    | 八 |
| 香 |    | 銀 |    |    | 金 | 銀 | 桂 | 香 | 九 |

또 쇼기 전왕전 FINAL의 사전 기획으로 둬진 Selene 대 나가세 다쿠야(永瀬拓矢)의 30분 시간 제한 쇼기에서는 귀신죽이기를 둔 Selene에 대해 나가세는 △6二금 대신에 △5二비로 방어했다. 이하 ▲7八비 △7二금 ▲7五보 △6四보 ▲7四보 △6五보로 나가고, 보계 교환에서 후수의 큰 이득으로 되었다(그림 2-1).
하지만 ▲4八옥 △8二은 ▲3八옥 △6二비 ▲5八금좌 △4二옥으로 울타리의 수순에 들어가자 Selene이 ▲2二각성 △동은 ▲5五각으로 강습했다(그림 2-2). 이하 △3一옥 ▲8二각성 △동금 ▲7一은 △3二비 ▲8二은불성 △동비 ▲7三보성 △동계 ▲동비성으로 되고(그림 2-3), 그대로 선수가 잘랐다.
| 9  | 8  | 7  | 6  | 5  | 4  | 3  | 2  | 1  |    |
| 香 | 桂 | 銀 | 金 | 王 | 金 | 銀 |    | 香 | 一 |
|    | 飛 |    |    |    |    |    | 角 |    | 二 |
| 歩 | 歩 | 歩 | 歩 | 歩 | 歩 | 桂 | 歩 | 歩 | 三 |
|    |    |    |    |    |    | 歩 |    |    | 四 |
|    |    |    |    |    |    |    |    |    | 五 |
|    |    | 歩 |    |    |    |    | 歩 |    | 六 |
| 歩 | 歩 |    | 歩 | 歩 | 歩 | 歩 |    | 歩 | 七 |
|    | 角 |    |    |    |    |    | 飛 |    | 八 |
| 香 | 桂 | 銀 | 金 | 玉 | 金 | 銀 | 桂 | 香 | 九 |

| 9  | 8  | 7  | 6  | 5  | 4  | 3  | 2  | 1  |    |
| 香 | 桂 | 銀 | 金 | 王 | 金 | 銀 |    | 香 | 一 |
|    | 飛 |    |    |    |    |    |    |    | 二 |
| 歩 | 歩 | 歩 | 歩 | 歩 | 歩 |    | 歩 | 歩 | 三 |
|    |    |    |    |    |    |    |    |    | 四 |
|    |    |    |    | 角 | 桂 | 歩 | 歩 |    | 五 |
|    |    | 歩 |    |    | 歩 |    |    |    | 六 |
| 歩 | 歩 |    | 歩 | 歩 |    | 歩 |    | 歩 | 七 |
|    | 銀 |    |    |    | 銀 |    | 飛 |    | 八 |
| 香 | 桂 |    | 金 | 玉 | 金 |    | 桂 | 香 | 九 |

| 9  | 8  | 7  | 6  | 5  | 4  | 3  | 2  | 1  |    |
| 香 | 桂 | 銀 | 金 | 王 | 金 | 銀 |    | 香 | 一 |
|    |    |    |    |    |    |    | 角 |    | 二 |
| 歩 |    | 歩 | 歩 | 歩 | 歩 | 桂 | 歩 | 歩 | 三 |
|    |    |    |    |    |    | 歩 |    |    | 四 |
|    | 歩 |    |    |    |    |    |    |    | 五 |
|    |    | 飛 |    |    | 銀 | 歩 | 歩 |    | 六 |
| 歩 | 歩 | 角 | 歩 | 歩 | 歩 |    |    | 歩 | 七 |
|    |    | 金 |    |    |    |    | 飛 |    | 八 |
| 香 | 桂 | 銀 |    | 玉 | 金 |    | 桂 | 香 | 九 |

후수에서는 그림 3-1에서 선수가 ▲2五보로 해 그림 3-2로 된다면 이하 ▲7七각은 △4六각 ▲5八금우에 △3六보로 성공이지만, 실제는 그림 3-1에서 ▲4八은으로 어렵게 된다. 『이미지와 읽기의 쇼기 보기(イメージと読みの将棋観)』(2010, 일본쇼기연맹)에서는 간키 히로미쓰가 후수로 그림 3-1에서 ▲2五보에 △1四보 ▲4八은 △8四보 ▲6八은 △8五보 ▲7七은 △8四비 ▲6八옥 △3五보 ▲7八옥 △3四비로 히네리 비차를 1993년의 순위전 외에 2국을 두고, 승리는 얻지 못 했다고 한다. 프로 기사에서도 6명 전원이 선수가 되면 좋고, 후수는 전혀 좋지 않다라고 보고 있지만, 그림 3-1 선수 측의 다음 수는 ▲4八은이 좋고, 사토 야스미쓰(佐藤康光)나 하부 요시하루는 △8四보면 ▲7八금 △8五보 ▲7七각, △8四비 ▲3六보 △7四비 ▲3七은 △7六비면 ▲4六은(그림 3-3)에서 ▲3五보로 해 승리, 와타나베 아키라는 △8四보라면 ▲7八은으로 해 이하 △8五보 ▲7七은 △3五보 ▲4六보, 다니가와 고지는 한다면 ▲2五보 △4五계 ▲4八금의 정석 대로, 후지이 다케시(藤井猛)는 ▲2五보로 나아가서 후수가 △3二금이면 ▲4八은으로 상태를 본다고 한다. 모리우치 도시유키(森内俊之)는 ▲4八은에 △8四보 ▲6八은 이하 △8五보 ▲7七은 △3五보 ▲6八옥 △8四비로 되면 8五의 보가 부담될 것이고 또 언젠가 3三의 계두가 부담으로 될 것으로 보고 있다.

## 신·귀신죽이기
| 9  | 8  | 7  | 6  | 5  | 4  | 3  | 2  | 1  |    |
| 香 | 桂 | 銀 | 金 | 王 | 金 | 銀 | 桂 | 香 | 一 |
|    | 飛 |    |    |    |    |    |    |    | 二 |
| 歩 |    | 歩 | 歩 | 歩 | 歩 |    | 歩 | 歩 | 三 |
|    |    |    |    |    |    | 歩 |    |    | 四 |
|    | 歩 | 歩 |    |    |    |    |    |    | 五 |
|    |    |    |    |    |    |    |    |    | 六 |
| 歩 | 歩 | 桂 | 歩 | 歩 | 歩 | 歩 | 歩 | 歩 | 七 |
|    |    | 飛 |    |    |    |    |    |    | 八 |
| 香 |    | 銀 | 金 | 玉 | 金 | 銀 | 桂 | 香 | 九 |

귀신죽이기 전법은 함정수의 요소가 강하지만, 이 전법의 개량형이 요네나가 구니오(米長邦雄)에 의해서 고안돼 프로 실전에서도 두어진 적이 있다.
▲7六보 △8四보에 대해서 ▲7五보와 빠른 이시다를 포함한 진형을 나아가는 것이 특징으로, 이하 △8五보 ▲7七각 △3四보 ▲7八비에서 △7七각성 ▲동계로 돼 그림 4-1의 기본형으로 된다.
외에도 첫수부터 ▲7六보 △8四보에 ▲7八비로 해 이하 △8五보에 ▲7七각 △3四보 ▲7五보 △7七각성 ▲동계. 요네나가의 저서에서는 ▲7六보 △8四보에 ▲7五보로 해 이하 △8五보에 ▲7七각 △3四보 ▲7八비. 도중 ▲7五보에 △3四보 ▲7七각 △8五보여도 ▲7八비로 그림 4-1에 합류한다.
또 요네나가의 저서에서는 첫수 ▲7六보에 △3四보에는 각두보 전법을 진행하지만, 이하 ▲7五보로 하고 △8四보에 ▲7八비 △8五보 ▲7七각 △동각성 ▲동계로 되면 그림 4-1로 합류한다. 도중 △8五보에 △8八각성 ▲동은 △6五각은 ▲7六각이 있어서 빠른 이시다의 반격으로 합류한다.
그림 4-1에서 후수의 수는 △8六보, △7六각, △4五각, △2二각, △5四각 등이나 △6二은 등이 있지만, 신 귀신죽이기는 이들 전부에 대해서 반격이 준비돼있고, 임기 응변으로 움직이는 것이 가능하다는 것이 특징이다. △8六보 ▲동보에 △8七각은 비차를 도망가지 않고 ▲7四보에서 △7八각성 ▲동은으로 되면 각을 가지고 있는 쪽이 각이 들어오는 것에 틈이 있는 진으로 되어버린 후수 앉은비차 측이 불리한 상황으로 된다. △8六보 ▲동보에 △8六동비는 ▲7四보.
△7六각이나 △4五각에도 ▲7四보 △동보 ▲5五각. △2二각에는 ▲6六각에서 △동각 ▲동보 △6七각은 ▲6五계, △8六보 ▲동보 △동비는 ▲2二각성 △동은 ▲6五계이다. △5四각에 대한 반격은 이하 ▲5五각 △2二은 ▲8五계 등이 있다.
후수가 △6二은에서 무난하게 두면, 이 경우는 전술한 ▲7四보에서 귀신죽이기처럼 공격하는 것이 가능하게 된다. △6二금으로 해 일반 귀신죽이기와 같이 봉해온 경우에는 예를 들면 ▲8八비에서 각 교환형 맞비차로 해서 싸우는 수단 등이 알려져 있다.
후수가 선수한테서의 기습을 두려워 해 그림 4-1 전에, 예를 들면 △6二은으로 해 각 교환을 해오지 않는 경우는 각을 7七로 나아간 관계로 한 수 버리기로 되므로 ▲7四보에서 빠른 이시다를 노리는 것이 가능한 외에, 각길을 막아 본 이시다류를 노리는 것도 가능하다.

| 9  | 8  | 7  | 6  | 5  | 4  | 3  | 2  | 1  |    |
| 香 | 桂 | 銀 | 金 |    | 金 | 銀 | 桂 | 香 | 一 |
|    | 飛 |    |    |    | 王 |    |    |    | 二 |
| 歩 |    | 歩 | 歩 | 歩 | 歩 |    | 歩 |    | 三 |
|    |    |    |    |    |    | 歩 |    |    | 四 |
|    | 歩 | 歩 | 桂 |    |    |    |    | 歩 | 五 |
|    |    |    |    |    |    |    |    |    | 六 |
| 歩 | 歩 |    | 歩 | 歩 | 歩 | 歩 | 歩 | 歩 | 七 |
|    |    | 飛 |    |    |    | 玉 |    |    | 八 |
| 香 |    | 銀 | 金 |    | 金 | 銀 | 桂 | 香 | 九 |

첫수 ▲7八비에 2수째 △8四보에도 대응이 가능하고, 후수의 대책도 여러 가지 있지만, 일반 귀신죽이기에 비해 비차가 사용하기 쉽다는 것으로 선수도 충분히 싸울 수 있다.
프로의 대국에서 실제로 있었던 것이 그림 4-2의 국면, 2012년 1월의 가도쿠라 게이타(門倉啓太) 대 도야마 유스케(遠山雄亮)전에서 대활약을 하였다. 가도쿠라의 첫수 ▲7八비에 이하 △8四보 ▲7六보 △8五보로 해 그 뒤 ▲7七각 △3四보 ▲4八옥에 △7七각성으로 한 것으로, 이하 ▲동계에 △1四보 ▲3八옥 △1五보 ▲7五보 △4二옥에 가도쿠라는 ▲6五계로 나아갔다(그림 4-2). 이하 △8六보 ▲동보 △3三각 ▲6六보 △8六비 ▲7四보로 진행했다.
수순이 본격적으로 되어 원시 귀신죽이기와 같은 목적 뿐만이 아니라, 지구전에서도 대응하는 형태로 되었지만, 후수가 좋게 대하면 선수임에도 불구하고 후수에서 이시다류로 짠 것과 비슷한 전개로 되기 때문에 프로 사이에서는 '선수의 득이 없다'라는 이유로 전법으로 정착하기까지는 이르지 못 했다. 하지만, 목적으로 되는 줄은 명쾌하고, 아마추어에게는 꽤 알기 쉽다는 것에서 전법을 저술한 요네나가 구니오의 '신 귀신죽이기 전법'은 60쇄 가까이 롱 셀러로 되었다.

일반 귀신죽이기처럼 각이 8八인 채로 ▲7七계로 뛰면 △6四보로 둬진 때에 발이 멈춰버리지만, 신 귀신죽이기는 각을 교환하고 있으므로 수를 만들기 쉽다.

## 귀신죽이기 맞비차
| 9  | 8  | 7  | 6  | 5  | 4  | 3  | 2  | 1  |    |
| 香 | 桂 | 銀 | 金 | 王 | 金 | 銀 | 桂 | 香 | 一 |
|    |    |    |    |    |    |    | 飛 |    | 二 |
| 歩 | 歩 | 歩 | 歩 | 歩 | 歩 | 角 | 歩 | 歩 | 三 |
|    |    |    |    |    |    | 歩 |    |    | 四 |
|    |    |    |    |    |    |    | 歩 |    | 五 |
|    |    | 歩 |    |    |    |    |    |    | 六 |
| 歩 | 歩 |    | 歩 | 歩 | 歩 | 歩 |    | 歩 | 七 |
|    | 角 |    |    |    |    |    | 飛 |    | 八 |
| 香 | 桂 | 銀 | 金 | 玉 | 金 | 銀 | 桂 | 香 | 九 |

귀신죽이기 전법의 한층 더 된 개량형이라고도 할 수 있는 것이 시마 아키라(島朗)가 고안한 '귀신죽이기 맞비차'(鬼殺し向かい飛車、おにごろしむかいびしゃ) 전법이다. 이는 각길을 막지 않고 맞비차로 몰고, 상대가 각 교환에서 각을 둬온 때에는 한 번에 귀신죽이기로 변화한다는 전법이다. 여태 고안된 귀신죽이기 계통의 전법 중 유일하게 상대가 항상 바른 수를 계속 둬도 불리하게 되지 않는다고 본다.
더욱이 각 교환을 하지 않는 경우는 일반 맞비차로 되지만, 상대가 각길을 막을 수 밖에 없어 유리하게 된다. 또 후수가 좌은을 전진시킨 상태에서 선수가 각 교환을 하면 후수는 계마가 아닌 은으로 마를 잡는다. 이 경우는 후수가 다이렉트 맞비차보다 유리한 형태로 진형을 행하는 것이 가능하고, 후수가 불만이 없게 된다. 따라서 앉은비차 측은 7수째에 각 교환을 한다. 그 뒤 △동계에 선수는 ▲9六보와 옥 측의 끝보를 나아가게 하는 것이 좋다고 본다.
이 전법에 가까운 방법은 모리우치 도시유키(森内俊之) 대 하부 요시하루의 제62기 명인전 제1국에서 행해졌다. 후수 모리우치의 귀신죽이기 맞비차 모양에 대해 선수 하부는 각 교환을 하지 않았지만, 모리우치는 그대로 옥을 동굴곰으로 울타리를 하고, 결승을 얻었다. 고안자인 시마가 저서 『시마 노트(島ノート)』에서 소개했기에 인터넷 쇼기에서는 한 시기 꽤 유행했다.
근년에는 2017년 제3기 예왕전 9단 예선 후지이 다케시(藤井猛) 대 미우라 히로유키(三浦弘行)에서 후지이 다케시가 채용했고, 승리했다.

## 대 몰이비차용
몰이비차당에 대해서 ▲7五보에서 ▲7七계로 짜 두는 귀신죽이기 전법도 있다. 그림 6-1처럼 각길을 막고 △3二은으로 하는 노멀 사간비차의 시작으로 해 △4二비라면 ▲6五계로 하고, 이하는 △6二금 7四보로, △동보라면 ▲5五각 △4五보 ▲9一각성 △9九각성 ▲8一마 △7二은 ▲7一마 △4四마 ▲5六향 △5四보 ▲7八비 △7五향(△5五보는 ▲7四비 △5六보 ▲4四비 △동비 ▲5三각 또는 ▲6二마) ▲7五동비 △동보 ▲5三향 △5二금상 ▲동향성에서 △동비 또는 △동옥 어느 쪽도 ▲7四계 등으로 공격을 이으는 것이 가능하다. ▲7七계에 △4三은이면 ▲2六비로, △2二비라면 ▲6五계로 해 이하 △6二금 ▲7四보 △6四보 ▲7三보성 △동계 ▲동계성 △동금 ▲7四보, 여기에 △동금은 ▲6三계, △7二금은 ▲5五각 △6二비 ▲6五계 △6一계 ▲7三보성 △동금 ▲동계성 △동계 ▲7六비 △7二보(△7二은이면 ▲7四금 △6五계의 뒤에 ▲6八은을 넣고 나서 ▲6四각이나 ▲6四금) ▲8六비 △8二은 ▲8一금 등 공격이 이어진다. 이를 피하려면 ▲6五계로 뛰는 것에 △6二금 대신에 △6二은으로 할 필요가 있다.
돌아와서 사간비차의 경우에 그림 6-1의 △3二은~△4二비가 아닌 단순히 △4二비에서의 진형이 있으면 ▲7七계에는 그저 △6二옥(그림 6-2)으로 이하 ▲6五계라면 △6四보로 아무 것도 할 수 없다. 이에 따라 선수도 ▲7七계로는 하지 않고 ▲7八금으로 해 이하 △6二옥 ▲7四보 △8二은 ▲7三보성 △동은으로 후수도 형태는 어질러지지만 이것으로 한 판. 또 ▲7七계도 ▲7八금도 하지 않고 ▲7四보 △동보에 ▲5五각으로 해도 후수도 △8二은이나 △9二비로 대응이 가능하다. 더욱이 ▲2六비로 해 △3二은을 가지고 ▲7四보 △동보 ▲5六비도 있고 이하 △5二비로 해 ▲5五각 △8二은 ▲6六비에 △7二금으로 해 둬 ▲8二각성 △동금 ▲6三비성에는 △4五보의 전환이 있다.

## 사간비차형
선수 사간비차에는 상대의 후수가 우사간 모양으로 후수의 △6四보로 했을 때 ▲7五보로 해 △6三은에 ▲7七계로 하고, △5四은에 ▲6五보 △동보 ▲동계로 귀신죽이기와 같은 걸림으로 가는 전법이 있다. 이하 △8八각성은 ▲5三계불성에서 ▲6一비성이 노려진다. △6五은은 ▲동비 △8八각성 ▲동은 △5四각 ▲6八비 △2七각성에 ▲6三보. △5二금우라면 ▲2二각성 △동은 ▲7一각 △7二비 ▲5三계불성 △7一비 ▲4一계성 △동옥 ▲6二금 등. 이에 따라 △4二옥이나 △4二금으로 하면 ▲7一각의 줄은 없다. 그림 7-2처럼 후수 사간비차라면 같은 식으로 진행했을 때 △4八금에 ▲7七각으로 준왕수 지차가 있지만, 이하 △3九금 ▲4三보는 △4九비 ▲7八옥 △4三비성이 있다.

## 출전
1. ↑  Kawasaki, Tomohide (2013). 《HIDETCHI Japanese-English SHOGI Dictionary》. Nekomado. 20쪽. ISBN 9784905225089.

## 참고 문헌
- 요네나가 구니오(米長邦雄) 『신 귀신죽이기 전법(新鬼殺し戦法)』 산카이도(山海堂), 1988년, ISBN 4-381-00068-4